# Giuseppe La Puma
Giuseppe La Puma (Palerm, 1870 - Chicago, 1940) fou un baríton italià.
Va estudiar a Palerm amb Antonio Cantelli. Encara molt jove va començar la seva carrera cantant el 1895 a la seva ciutat natal, per després convertir-se en conegut i apreciat, primer a Sicília i després per tot Itàlia. El 1911 fou el creador del paper de Cornelius a l'òpera Isabeau de Mascagni.